# Hayder Al-Ogaili
Hayder Al-Ogaili (1 de abril de 1994) es un deportista iraquí que compite en esgrima en silla de ruedas. Ganó una medalla de plata en los Juegos Paralímpicos de París 2024, en la prueba de espada por equipos.

## Palmarés internacional
| Juegos Paralímpicos | Juegos Paralímpicos | Juegos Paralímpicos | Juegos Paralímpicos |
| Año                 | Lugar               | Medalla             | Prueba              |
| ------------------- | ------------------- | ------------------- | ------------------- |
| 2024                | París (Francia)     | Medalla de plata    | Espada por equipos  |